# Coppa del mondo CONIFA 2018
La Coppa del mondo CONIFA 2018 (inglese: 2018 CONIFA World Football Cup) è stata la 3ª edizione della Coppa del mondo CONIFA organizzata dalla CONIFA, federazione internazionale di calcio fondata nel 2013 alla quale sono affiliate squadre che rappresentano le nazioni, le dipendenze, gli Stati senza un riconoscimento internazionale, le minoranze etniche, i popoli senza Stato, le regioni e le micronazioni non affiliate alla FIFA, e si è svolta dal 31 maggio all'10 giugno 2018..
Il torneo è stato vinto dalla Transcarpazia.

## Infrastrutture

### Città e stadi
| Città         | Stadio                    | capacità      |
| Grande Londra | Grande Londra             | Grande Londra |
| ------------- | ------------------------- | ------------- |
| Bedfont       | Bedfont Recreation Ground | 3 000         |
| Bromley       | Hayes Lane                | 5 000         |
| Carshalton    | Colston Avenue            | 5 000         |
| Enfield       | Queen Elizabeth II        | 2 500         |
| Haringey      | Coles Park                | 2 500         |
| Rotherhithe   | St Paul's Sports Ground   | 1.000         |
| Sutton        | Gander Green Lane         | 5 000         |
| Berkshire     |                           |               |
| Bracknell     | Larges Lane               | 2 500         |
| Slough        | Arbor Park                | 2 000         |
| Essex         |                           |               |
| Aveley        | Parkside                  | 3 500         |

## Squadre qualificate
| Squadra                   | Continente       | Partecipazioni precedenti | Ultima presenza |
| ------------------------- | ---------------- | ------------------------- | --------------- |
| Abcasia                   | Europa           | 2 (2014, 2016)            | Abcasia 2016    |
| Armenia occidentale       | Europa           | 1 (2016)                  | Abcasia 2016    |
| Barawa                    | Africa           | nessuna                   | esordiente      |
| Cabilia                   | Africa           | nessuna                   | esordiente      |
| Cascadia                  | America del Nord | nessuna                   | esordiente      |
| Cipro del Nord            | Europa           | 1 (2016)                  | Abcasia 2016    |
| Coreani uniti in Giappone | Asia             | 1 (2016)                  | Abcasia 2016    |
| Ellan Vannin              | Europa           | 1 (2014)                  | Lapponia 2014   |
| Matabeleland              | Africa           | nessuna                   | esordiente      |
| Padania                   | Europa           | 2 (2014, 2016)            | Abcasia 2016    |
| Panjab                    | Asia             | 1 (2014)                  | Lapponia 2014   |
| Tamil Eelam               | Asia             | 1 (2014)                  | Lapponia 2014   |
| Terra dei Siculi          | Europa           | 1 (2016)                  | Abcasia 2016    |
| Tibet                     | Asia             | nessuna                   | esordiente      |
| Transcarpazia             | Europa           | nessuna                   | esordiente      |
| Tuvalu                    | Oceania          | nessuna                   | esordiente      |

## Risultati

### Fase a gironi

#### Gruppo A
| Pos | Squadra      | G | V | N | P | GF | GS | DG  | Pt | Risultato                             |
| --- | ------------ | - | - | - | - | -- | -- | --- | -- | ------------------------------------- |
| 1   | Barawa       | 3 | 2 | 0 | 1 | 7  | 2  | +5  | 6  | Qualificate al torneo per il 1º posto |
| 2   | Cascadia     | 3 | 2 | 0 | 1 | 9  | 5  | +4  | 6  | Qualificate al torneo per il 1º posto |
| 3   | Ellan Vannin | 3 | 2 | 0 | 1 | 6  | 3  | +3  | 6  | Qualificate al torneo per il 9º posto |
| 4   | Tamil Eelam  | 3 | 0 | 0 | 3 | 0  | 12 | −12 | 0  | Qualificate al torneo per il 9º posto |

|  | Ellan Vannin | 4 – 1 referto | Cascadia |  |

|  | Barawa | 4 – 0 referto | Tamil Eelam |  |

|  | Cascadia | 2 – 1 referto | Barawa |  |

|  | Ellan Vannin | 2 – 0 referto | Tamil Eelam |  |

|  | Barawa | 2 – 0 referto | Ellan Vannin |  |

|  | Cascadia | 6 – 0 referto | Tamil Eelam |  |

#### Gruppo B
| Pos | Squadra        | G | V | N | P | GF | GS | DG | Pt | Risultato                             |
| --- | -------------- | - | - | - | - | -- | -- | -- | -- | ------------------------------------- |
| 1   | Transcarpazia  | 3 | 2 | 1 | 0 | 8  | 2  | +6 | 7  | Qualificate al torneo per il 1º posto |
| 2   | Cipro del Nord | 3 | 1 | 2 | 0 | 6  | 4  | +2 | 5  | Qualificate al torneo per il 1º posto |
| 3   | Abcasia        | 3 | 1 | 1 | 1 | 5  | 4  | +1 | 4  | Qualificate al torneo per il 9º posto |
| 4   | Tibet          | 3 | 0 | 0 | 3 | 2  | 11 | −9 | 0  | Qualificate al torneo per il 9º posto |

|  | Abcasia | 3 – 0 referto | Tibet |  |

|  | Cipro del Nord | 1 – 1 referto | Transcarpazia |  |

|  | Transcarpazia | 2 – 0 referto | Abcasia |  |

|  | Cipro del Nord | 3 – 1 referto | Tibet |  |

|  | Cipro del Nord | 2 – 2 referto | Abcasia |  |

|  | Transcarpazia | 5 – 1 referto | Tibet |  |

#### Gruppo C
| Pos | Squadra          | G | V | N | P | GF | GS | DG  | Pt | Risultato                             |
| --- | ---------------- | - | - | - | - | -- | -- | --- | -- | ------------------------------------- |
| 1   | Padania          | 3 | 3 | 0 | 0 | 17 | 2  | +15 | 9  | Qualificate al torneo per il 1º posto |
| 2   | Terra dei Siculi | 3 | 2 | 0 | 1 | 10 | 3  | +7  | 6  | Qualificate al torneo per il 1º posto |
| 3   | Matabeleland     | 3 | 1 | 0 | 2 | 4  | 12 | −8  | 3  | Qualificate al torneo per il 9º posto |
| 4   | Tuvalu           | 3 | 0 | 0 | 3 | 1  | 15 | −14 | 0  | Qualificate al torneo per il 9º posto |

|  | Padania | 6 – 0 referto | Matabeleland |  |

|  | Terra dei Siculi | 4 – 0 referto | Tuvalu |  |

|  | Terra dei Siculi | 5 – 0 referto | Matabeleland |  |

|  | Padania | 8 – 0 referto | Tuvalu |  |

|  | Padania | 3 – 1 referto | Terra dei Siculi |  |

|  | Matabeleland | 3 – 1 referto | Tuvalu |  |

#### Gruppo D
| Pos | Squadra                   | G | V | N | P | GF | GS | DG  | Pt | Risultato                             |
| --- | ------------------------- | - | - | - | - | -- | -- | --- | -- | ------------------------------------- |
| 1   | Armenia occidentale       | 3 | 2 | 1 | 0 | 5  | 0  | +5  | 7  | Qualificate al torneo per il 1º posto |
| 2   | Panjab                    | 3 | 1 | 1 | 1 | 9  | 2  | +7  | 4  | Qualificate al torneo per il 1º posto |
| 3   | Coreani uniti in Giappone | 3 | 0 | 3 | 0 | 1  | 1  | 0   | 3  | Qualificate al torneo per il 9º posto |
| 4   | Cabilia                   | 3 | 0 | 1 | 2 | 0  | 12 | −12 | 1  | Qualificate al torneo per il 9º posto |

|  | Panjab | 8 – 0 referto | Coreani uniti in Giappone |  |

|  | Armenia occidentale | 0 – 0 referto | Cabilia |  |

|  | Coreani uniti in Giappone | 0 – 0 referto | Cabilia |  |

|  | Armenia occidentale | 1 – 0 referto | Panjab |  |

|  | Panjab | 1 – 1 referto | Coreani uniti in Giappone |  |

|  | Armenia occidentale | 4 – 0 referto | Cabilia |  |

## Fase a eliminazione diretta

### Tabellone
|  | Quarti di finale    | Quarti di finale    | Quarti di finale    |                     |                | Semifinali       | Semifinali       | Semifinali |               |                 | Finale          | Finale          | Finale |  |
|  |                     |                     |                     |                     |                |                  |                  |            |               |                 |                 |                 |        |  |
|  | Barawa              | Barawa              | 0                   |                     |                |                  |                  |            |               |                 |                 |                 |        |  |
|  | Barawa              | Barawa              | 0                   |                     |                |                  |                  |            |               |                 |                 |                 |        |  |
|  | Cipro del Nord      | Cipro del Nord      | 8                   |                     |                |                  |                  |            |               |                 |                 |                 |        |  |
|  | Cipro del Nord      | Cipro del Nord      | 8                   |                     | Cipro del Nord | Cipro del Nord   | 3                |            |               |                 |                 |                 |        |  |
|  |                     |                     |                     |                     | Cipro del Nord | Cipro del Nord   | 3                |            |               |                 |                 |                 |        |  |
|  |                     |                     | Padania             | Padania             | 2              |                  |                  |            |               |                 |                 |                 |        |  |
|  | Padania             | Padania             | Padania             | Padania             | 2              | 2                |                  |            |               |                 |                 |                 |        |  |
|  | Padania             | Padania             |                     |                     |                |                  |                  |            |               |                 |                 |                 |        |  |
|  | Panjab              | Panjab              | 0                   |                     |                |                  |                  |            |               |                 |                 |                 |        |  |
|  | Panjab              | Panjab              | 0                   |                     | Cipro del Nord | Cipro del Nord   | 0 (2)            |            |               |                 |                 |                 |        |  |
|  |                     |                     |                     |                     |                |                  |                  |            |               |                 |                 |                 |        |  |
|  |                     |                     | Transcarpazia (dtr) | Transcarpazia (dtr) | 0 (3)          |                  |                  |            |               |                 |                 |                 |        |  |
|  | Transcarpazia       | Transcarpazia       | Transcarpazia (dtr) | Transcarpazia (dtr) | 0 (3)          | 3                |                  |            |               |                 |                 |                 |        |  |
|  | Transcarpazia       | Transcarpazia       |                     |                     |                | 3                |                  |            |               |                 |                 |                 |        |  |
|  | Cascadia            | Cascadia            | 1                   |                     |                |                  |                  |            |               |                 |                 |                 |        |  |
|  | Cascadia            | Cascadia            | 1                   |                     | Transcarpazia  | Transcarpazia    | 4                |            |               | Finale 3º posto | Finale 3º posto | Finale 3º posto |        |  |
|  |                     |                     |                     |                     | Transcarpazia  | Transcarpazia    | 4                |            |               |                 |                 |                 |        |  |
|  |                     |                     | Terra dei Siculi    | Terra dei Siculi    | 2              |                  |                  |            |               |                 |                 |                 |        |  |
|  | Armenia occidentale | Armenia occidentale | Terra dei Siculi    | Terra dei Siculi    | 2              | 0                |                  |            | Padania (dtr) | Padania (dtr)   | 0 (5)           |                 |        |  |
|  | Armenia occidentale | Armenia occidentale |                     |                     |                |                  |                  |            | Padania (dtr) | Padania (dtr)   | 0 (5)           |                 |        |  |
|  | Terra dei Siculi    | Terra dei Siculi    | 4                   |                     |                | Terra dei Siculi | Terra dei Siculi | 0 (4)      |               |                 |                 |                 |        |  |

### Quarti di finale
| 5 giugno 2018 | Barawa    | 0 – 8 referto                                                                                                   | Cipro del Nord |  |
| \| \| \| \| \| \| Marcatori \| 15’, 80’ Ugur Gök 51’ Serhan Önet 58’ (aut.) Ayuub Ali 54’, 69’ Halil Turan 84’ Billy Mehmet 89’ Tansel Ekingen \| |           | |                |  |
| |           | |                |  |
| | Marcatori | 15’, 80’ Ugur Gök 51’ Serhan Önet 58’ (aut.) Ayuub Ali 54’, 69’ Halil Turan 84’ Billy Mehmet 89’ Tansel Ekingen |                |  |

| 5 giugno 2018                                                            | Padania   | 2 – 0 referto | Panjab |  |
| \| \| \| \| \| Giacomo Innocenti 59’ Nicolò Pavan 90’ \| Marcatori \| \| |           |               |        |  |
|                                                                          |           |               |        |  |
| Giacomo Innocenti 59’ Nicolò Pavan 90’                                   | Marcatori |               |        |  |

| 5 giugno 2018                                                                                           | Transcarpazia | 3 – 1 referto     | Cascadia |  |
| \| \| \| \| \| Gergo Gyürki 49’ Ronald Takács 59’ Zsolt Gajdos 87’ \| Marcatori \| 80’ Hamza Haddadi \| |               |                   |          |  |
| |               |                   |          |  |
| Gergo Gyürki 49’ Ronald Takács 59’ Zsolt Gajdos 87’                                                     | Marcatori     | 80’ Hamza Haddadi |          |  |

| 5 giugno 2018                                                                                          | Armenia occidentale | 0 – 4 referto                                                        | Terra dei Siculi |  |
| \| \| \| \| \| \| Marcatori \| 36’ Zsolt Tankó 61’ Csaba Csizmadia 65’ Lóránd Fülöp 86’ Barna Bajkó \| |                     |                                                                      |                  |  |
| |                     |                                                                      |                  |  |
| | Marcatori           | 36’ Zsolt Tankó 61’ Csaba Csizmadia 65’ Lóránd Fülöp 86’ Barna Bajkó |                  |  |

### Semifinali
| 7 giugno 2018 | Cipro del Nord | 3 – 2 referto                             | Padania |  |
| \| \| \| \| \| Billy Mehmet 36’, 84’ Halil Turan 80’ \| Marcatori \| 30’ Riccardo Ravasi 47’ Giacomo Innocenti \| |                |                                           |         |  |
| |                |                                           |         |  |
| Billy Mehmet 36’, 84’ Halil Turan 80’                                                                             | Marcatori      | 30’ Riccardo Ravasi 47’ Giacomo Innocenti |         |  |

| 7 giugno 2018 | Transcarpazia | 4 – 2 referto                       | Terra dei Siculi |  |
| \| \| \| \| \| György Toma 36’, 47’ Gergo Gyürki 75’ Csaba Peres 90+1’ \| Marcatori \| 77’ Csaba Csizmadia 79’ Barna Bajkó \| |               |                                     |                  |  |
| |               |                                     |                  |  |
| György Toma 36’, 47’ Gergo Gyürki 75’ Csaba Peres 90+1’                                                                       | Marcatori     | 77’ Csaba Csizmadia 79’ Barna Bajkó |                  |  |

### Finale 3º posto
| 9 giugno 2018                                | Padania              | 0 – 0 referto | Terra dei Siculi |  |
| \| \| \| \| \| \| Tiri di rigore 5 – 4 \| \| |                      |               |                  |  |
|                                              |                      |               |                  |  |
|                                              | Tiri di rigore 5 – 4 |               |                  |  |

### Finale
| 9 giugno 2018 | Cipro del Nord       | 0 – 0 referto                                                    | Transcarpazia |  |
| \| \| \| \| \| Billy Mehmet Yasin Kurt Kenan Oshan Firat Ersalan Halil Turan \| Tiri di rigore 2 – 3 \| Gergo Gyürki György Toma Zoltán Baksa István Sándor Alex Svedjuk \| |                      |                                                                  |               |  |
| |                      |                                                                  |               |  |
| Billy Mehmet Yasin Kurt Kenan Oshan Firat Ersalan Halil Turan | Tiri di rigore 2 – 3 | Gergo Gyürki György Toma Zoltán Baksa István Sándor Alex Svedjuk |               |  |

### Torneo per il 5º posto
|  | Semifinali 5º-8º posto | Semifinali 5º-8º posto | Semifinali 5º-8º posto |          |              | Finale 5º posto     | Finale 5º posto     | Finale 5º posto |  |
|  |                        |                        |                        |          |              |                     |                     |                 |  |
|  | Barawa                 | Barawa                 | 0                      |          |              |                     |                     |                 |  |
|  | Barawa                 | Barawa                 | 0                      |          |              |                     |                     |                 |  |
|  | Panjab                 | Panjab                 | 5                      |          |              |                     |                     |                 |  |
|  | Panjab                 | Panjab                 | 5                      |          | Panjab (dtr) | Panjab (dtr)        | 3 (4)               |                 |  |
|  |                        |                        |                        |          | Panjab (dtr) | Panjab (dtr)        | 3 (4)               |                 |  |
|  |                        |                        | Cascadia               | Cascadia | 3 (3)        |                     |                     |                 |  |
|  | Cascadia               | Cascadia               | Cascadia               | Cascadia | 3 (3)        | 4                   |                     |                 |  |
|  | Cascadia               | Cascadia               |                        |          |              | 4                   |                     |                 |  |
|  | Armenia occidentale    | Armenia occidentale    | 0                      |          |              | Finale 7º posto     | Finale 7º posto     | Finale 7º posto |  |
|  | Armenia occidentale    | Armenia occidentale    | 0                      |          |              |                     |                     |                 |  |
|  |                        |                        |                        |          |              |                     |                     |                 |  |
|  |                        |                        |                        |          |              | Barawa              | Barawa              | 0               |  |
|  |                        |                        |                        |          |              | Barawa              | Barawa              | 0               |  |
|  |                        |                        |                        |          |              | Armenia occidentale | Armenia occidentale | 7               |  |

|  | Barawa | 0 – 5 referto | Panjab |  |

|  | Cascadia | 4 – 0 referto | Armenia occidentale |  |

|  | Barawa | 0 – 7 referto | Armenia occidentale |  |

|                                              | Panjab               | 3 – 3 referto | Cascadia |  |
| \| \| \| \| \| \| Tiri di rigore 3 – 4 \| \| |                      |               |          |  |
|                                              |                      |               |          |  |
|                                              | Tiri di rigore 3 – 4 |               |          |  |

### Torneo per il 9º posto
|  | Torneo 9º-16º posto       | Torneo 9º-16º posto       | Torneo 9º-16º posto       |                           |         | Semifinali 9º-12º posto         | Semifinali 9º-12º posto         | Semifinali 9º-12º posto |       |                  | Finale 9º posto  | Finale 9º posto  | Finale 9º posto |  |
|  |                           |                           |                           |                           |         |                                 |                                 |                         |       |                  |                  |                  |                 |  |
|  | Ellan Vannin              | Ellan Vannin              | 0                         |                           |         |                                 |                                 |                         |       |                  |                  |                  |                 |  |
|  | Ellan Vannin              | Ellan Vannin              | 0                         |                           |         |                                 |                                 |                         |       |                  |                  |                  |                 |  |
|  | Tibet (tav.)              | Tibet (tav.)              | 3                         |                           |         |                                 |                                 |                         |       |                  |                  |                  |                 |  |
|  | Tibet (tav.)              | Tibet (tav.)              | 3                         |                           | Tibet   | Tibet                           | 1                               |                         |       |                  |                  |                  |                 |  |
|  |                           |                           |                           |                           | Tibet   | Tibet                           | 1                               |                         |       |                  |                  |                  |                 |  |
|  |                           |                           | Cabilia                   | Cabilia                   | 8       |                                 |                                 |                         |       |                  |                  |                  |                 |  |
|  | Matabeleland              | Matabeleland              | Cabilia                   | Cabilia                   | 8       | 0 (3)                           |                                 |                         |       |                  |                  |                  |                 |  |
|  | Matabeleland              | Matabeleland              |                           |                           |         |                                 |                                 |                         |       |                  |                  |                  |                 |  |
|  | Cabilia (dtr)             | Cabilia (dtr)             | 0 (4)                     |                           |         |                                 |                                 |                         |       |                  |                  |                  |                 |  |
|  | Cabilia (dtr)             | Cabilia (dtr)             | 0 (4)                     |                           | Cabilia | Cabilia                         | 0                               |                         |       |                  |                  |                  |                 |  |
|  |                           |                           |                           |                           |         |                                 |                                 |                         |       |                  |                  |                  |                 |  |
|  |                           |                           | Abcasia                   | Abcasia                   | 2       |                                 |                                 |                         |       |                  |                  |                  |                 |  |
|  | Abcasia                   | Abcasia                   | Abcasia                   | Abcasia                   | 2       | 6                               |                                 |                         |       |                  |                  |                  |                 |  |
|  | Abcasia                   | Abcasia                   |                           |                           |         | 6                               |                                 |                         |       |                  |                  |                  |                 |  |
|  | Tamil Eelam               | Tamil Eelam               | 0                         |                           |         |                                 |                                 |                         |       |                  |                  |                  |                 |  |
|  | Tamil Eelam               | Tamil Eelam               | 0                         |                           | Abcasia | Abcasia                         | 2                               |                         |       | Finale 11º posto | Finale 11º posto | Finale 11º posto |                 |  |
|  |                           |                           |                           |                           | Abcasia | Abcasia                         | 2                               |                         |       |                  |                  |                  |                 |  |
|  |                           |                           | Coreani uniti in Giappone | Coreani uniti in Giappone | 0       |                                 |                                 |                         |       |                  |                  |                  |                 |  |
|  | Coreani uniti in Giappone | Coreani uniti in Giappone | Coreani uniti in Giappone | Coreani uniti in Giappone | 0       | 5                               |                                 |                         | Tibet | Tibet            | 1 (1)            |                  |                 |  |
|  | Coreani uniti in Giappone | Coreani uniti in Giappone |                           |                           |         |                                 |                                 |                         | Tibet | Tibet            | 1 (1)            |                  |                 |  |
|  | Tuvalu                    | Tuvalu                    | 0                         |                           |         | Coreani uniti in Giappone (dtr) | Coreani uniti in Giappone (dtr) | 1 (4)                   |       |                  |                  |                  |                 |  |

|  | Ellan Vannin | 0 – 3 (tav.) referto | Tibet |  |

|                                              | Matabeleland         | 0 – 0 referto | Cabilia |  |
| \| \| \| \| \| \| Tiri di rigore 3 – 4 \| \| |                      |               |         |  |
|                                              |                      |               |         |  |
|                                              | Tiri di rigore 3 – 4 |               |         |  |

|  | Abcasia | 6 – 0 referto | Tamil Eelam |  |

|  | Coreani uniti in Giappone | 5 – 0 referto | Tuvalu |  |

|  | Tibet | 1 – 8 referto | Cabilia |  |

|  | Abcasia | 2 – 0 referto | Coreani uniti in Giappone |  |

|                                              | Tibet                | 1 – 1 referto | Coreani uniti in Giappone |  |
| \| \| \| \| \| \| Tiri di rigore 1 – 4 \| \| |                      |               |                           |  |
|                                              |                      |               |                           |  |
|                                              | Tiri di rigore 1 – 4 |               |                           |  |

|  | Cabilia | 0 – 2 referto | Abcasia |  |

### Torneo per il 13º posto
|  | Semifinali 13º-16º posto | Semifinali 13º-16º posto | Semifinali 13º-16º posto |             |              | Finale 13º posto | Finale 13º posto | Finale 13º posto |  |
|  |                          |                          |                          |             |              |                  |                  |                  |  |
|  | Ellan Vannin             | Ellan Vannin             | 0                        |             |              |                  |                  |                  |  |
|  | Ellan Vannin             | Ellan Vannin             | 0                        |             |              |                  |                  |                  |  |
|  | Matabeleland (tav.)      | Matabeleland (tav.)      | 3                        |             |              |                  |                  |                  |  |
|  | Matabeleland (tav.)      | Matabeleland (tav.)      | 3                        |             | Matabeleland | Matabeleland     | 1                |                  |  |
|  |                          |                          |                          |             | Matabeleland | Matabeleland     | 1                |                  |  |
|  |                          |                          | Tamil Eelam              | Tamil Eelam | 0            |                  |                  |                  |  |
|  | Tamil Eelam              | Tamil Eelam              | Tamil Eelam              | Tamil Eelam | 0            | 4                |                  |                  |  |
|  | Tamil Eelam              | Tamil Eelam              |                          |             |              | 4                |                  |                  |  |
|  | Tuvalu                   | Tuvalu                   | 3                        |             |              | Finale 15º posto | Finale 15º posto | Finale 15º posto |  |
|  | Tuvalu                   | Tuvalu                   | 3                        |             |              |                  |                  |                  |  |
|  |                          |                          |                          |             |              |                  |                  |                  |  |
|  |                          |                          |                          |             |              | Ellan Vannin     | Ellan Vannin     | 0                |  |
|  |                          |                          |                          |             |              | Ellan Vannin     | Ellan Vannin     | 0                |  |
|  |                          |                          |                          |             |              | Tuvalu (tav.)    | Tuvalu (tav.)    | 3                |  |

|  | Ellan Vannin | 3 – 0 (tav.) referto | Matabeleland |  |

|  | Tamil Eelam | 4 – 3 referto | Tuvalu |  |

|  | Ellan Vannin | 0 – 3 (tav.) referto | Tuvalu |  |

|  | Matabeleland | 1 – 0 referto | Tamil Eelam |  |

## Classifica finale
| Pos | Gr | Squadra                   | G | V | N | P | GF | GS | DG  |
| --- | -- | ------------------------- | - | - | - | - | -- | -- | --- |
| 1   | B  | Transcarpazia             | 6 | 4 | 2 | 0 | 15 | 5  | +10 |
| 2   | B  | Cipro del Nord            | 6 | 3 | 3 | 0 | 17 | 6  | +11 |
| 3   | C  | Padania                   | 6 | 4 | 1 | 1 | 21 | 5  | +16 |
| 4   | C  | Terra dei Siculi          | 6 | 3 | 1 | 2 | 16 | 7  | +9  |
|     |    |                           |   |   |   |   |    |    |     |
| 5   | D  | Panjab                    | 6 | 2 | 2 | 2 | 17 | 7  | +10 |
| 6   | A  | Cascadia                  | 6 | 3 | 1 | 2 | 17 | 11 | +6  |
| 7   | D  | Armenia occidentale       | 6 | 3 | 1 | 2 | 12 | 8  | +4  |
| 8   | A  | Barawa                    | 6 | 2 | 0 | 4 | 7  | 22 | −15 |
|     |    |                           |   |   |   |   |    |    |     |
| 9   | B  | Abcasia                   | 6 | 4 | 1 | 1 | 15 | 4  | +11 |
| 10  | D  | Cabilia                   | 6 | 1 | 2 | 3 | 8  | 15 | −7  |
| 11  | D  | Coreani uniti in Giappone | 6 | 1 | 4 | 1 | 7  | 4  | +3  |
| 12  | B  | Tibet                     | 6 | 1 | 1 | 4 | 4  | 20 | −16 |
|     |    |                           |   |   |   |   |    |    |     |
| 13  | C  | Matabeleland              | 6 | 3 | 1 | 2 | 5  | 12 | −7  |
| 14  | A  | Tamil Eelam               | 6 | 1 | 0 | 5 | 4  | 22 | −18 |
| 15  | C  | Tuvalu                    | 6 | 1 | 0 | 5 | 4  | 24 | −20 |
| 16  | A  | Ellan Vannin              | 6 | 2 | 0 | 4 | 6  | 3  | +3  |

## Statistiche

### Classifica marcatori
6 reti
- Kamaljat Singh

5 reti
- Giacomo Innocenti
- Halil Turan
- Barna Bajkó
- Calum Ferguson

4 reti
- Guilo Valente
- Billy Mehmet
- Sami Boudia
- Ruslan Akhvlediani

3 reti
- Szilárd Magyari
- Federico Corno
- Ugur Gök
- Amar Singh Purewal
- Nathan Minhas
- Zsolt Gajdos
- Ronald Takács
- Ruslan Shoniya
- Prashanth Ragavan
- Vahagn Militosyan

2 reti
- Kalsang Topgyal
- Stephen Whitley
- Sam Caine
- Gabriele Piantoni
- Riccardo Ravasi
- Alopua Petoa
- Gurjit Singh
- Rajpal Singh Virk
- Shaun Lucien
- Mohammed Bettamer
- Josh Doughty
- Joel Nouble
- Tayshan Hayden-Smith
- Yuri Farkas
- Hector Morales
- Dmitri Maskayev
- Shabat Logua
- Vicken Valenza-Berberian
- Arman Mossian
- Alex Svedjuk
- Gergo Gyürki
- György Toma
- Shylock Ndlovu
- Thabiso Ndlela
- Mun Su-hyeon
- Lee Tong-soung
- Enzo Mezaib
- Csaba Csizmadia

1 reti
- Pema Lhundup
- Tenzin Yougyal
- Frank Jones
- Jack McVey
- William Rosset
- Andrea Rota
- Gianluca Rolandone
- Ersid Pllumbaj
- Nicolò Pavan
- Ünal Kaya
- Serhan Önet
- Kenan Oshan
- Tansel Ekingen
- Etimoni Timuani
- Sosene Vailine
- István Fülöp
- Arthur Györgyi
- László Hodgyai
- László Szocs
- Zsolt Tankó
- Lóránd Fülöp
- Georgi Zhanaa
- Astamur Tarba
- Vladimir Argun
- Aleksandr Kogoniya
- Hamza Haddadi
- Max Oldham
- Sipho Mlalazi
- István Sándor
- György Sándor
- Csaba Peres
- Amarvir Singh Sandhu
- Solomon Sambou
- Gianni Crichlow
- Shaquille Ismail
- Norik Hovsepyan
- David Hovsepyan
- Artur Yedigaryan
- Fabrice Guzel
- Zaven Varjabetyan
- Ken Tamiyama
- Sin Yong-ju
- Janojan Pathmanathan
- Ilyas Hadid
- Nadjim Bouabbas

1 autorete
- Ayuub Ali (Cipro del Nord)
- Tenzin Gelek (Coreani in Giappone)